# Olsalazina
La olsalazina, comercializada bajo la marca Dipentum entre otras, es un medicamento utilizado para tratar la colitis ulcerosa y la enfermedad de Crohn. Se utiliza en personas que no pueden tomar sulfasalazina. Este medicamento se toma por vía oral en forma de tableta o cápsula. Si es necesario, el contenido de la cápsula se puede espolvorear sobre los alimentos.
Los efectos secundarios de este medicamento son poco comunes, pero incluyen entumecimiento y latidos cardíacos rápidos; otros efectos secundarios pueden incluir diarrea, náuseas, acidez de estómago, cansancio y dolor de cabeza. Se recomienda precaución en personal con problemas renales. Se descompone en mesalazina  en el colon mediante el cual actúa. El 5-ASA inhibe la ciclooxigenasa y la lipoxigenasa, reduciendo así la producción de prostoglandinas y leucotrienos.
Este medicamento fue aprobada para uso médico en los Estados Unidos en 1990. Está disponible como medicamento genérico. En el Reino Unido, un suministro mensual le cuesta al NHS alrededor de 150 libras esterlinas a partir del 2021. En Estados Unidos esta cantidad cuesta unos 1.600 dólares estadounidenses.